# De Roze Golf
De Roze Golf was een radioprogramma voor homo's dat van 1985 tot en met 2022 op de regionale omroep Radio Oost werd uitgezonden. Vanaf 8 januari 2023 was het programma alleen nog als podcast via internet te beluisteren, maar ook dit kanaal werd in augustus 2024 gestaakt. 

## Voorgeschiedenis
In het begin van de jaren 80 werd op Radio 3 iedere vrijdagavond het VPRO-programma 'Ook Zo' uitgezonden, een radioprogramma dat homoseksualiteit besprak op de landelijke radio. Dit programma werd gepresenteerd door Reijer Breed en Diane de Coninck. Nadat dit programma beëindigd was, werd De Roze Golf opgericht, een initiatief van een aantal bezoekers van het COC in Enschede, die ontevreden waren omdat het programma 'Ook Zo' van de VPRO stopte. 
In de nasleep van de seksuele revolutie van de jaren 60 en 70 kwamen steeds meer homo's uit de kast. Albert Mol maakte geschiedenis door dit als eerste op de tv te doen. Het COC had in de jaren zeventig de naam veranderd naar NVIH-COC, de Nederlandse Vereniging tot integratie van Homoseksualiteit. Deze had een aanzienlijk aantal leden, maar de oprichters van De Roze Golf vonden dat deze vereniging te veel met zichzelf bezig was. Initiatieven als voorlichting op scholen, hoe zinvol ook in principe, droegen te weinig bij aan de beoogde maatschappelijke integratie.

## Start van De Roze Golf
Het doel van een plaatselijk homoprogramma was uitsluitend het bespreekbaar maken van homoseksualiteit, want onderwerpen over homoseksualiteit kwamen tot dan toe alleen in het nieuws als er sensatie was; potenrammen, doden, gewonden en bij homodemonstraties werden natuurlijk alleen de extravagante mannen en vrouwen in beeld gebracht. Hierdoor werd in de media homoseksualiteit erg eenzijdig belicht terwijl de oprichters van De Roze Golf een heel ander beeld van homo's kenden. 
De vijf oprichters van De Roze Golf, Henk Weijschede, Gerard Hannink, Gerard ten Donkelaar, Harrie Oude Hampsink en Wim Willemse, besloten een piratenzender op de kop te tikken en hiermee de uitzendingen te verzorgen. Omdat dit illegaal was, werden de uitzendingen van tevoren op een cassetteband opgenomen die vervolgens op een andere locatie werd uitgezonden. De kosten bij het eventueel oppakken door de politie en de Radiocontroledienst werden hierdoor beperkt. Men wilde in navolging van het VPRO-programma 'Ook Zo' een programma maken dat voor het grote publiek geschikt was. Korte en luchtige onderwerpen afgewisseld met muziek. De uitzending van deze piraat duurde anderhalf uur. Dit had te maken met de lengte van de cassetteband; drie kwartier per kant. De eerste helft van de band bestond uit eigen bijdragen, reportages, interviews en muziek. De B-kant van de cassette van De Roze Golf werd gebruikt om een opname van het NOS-programma Homonos uit te zenden. Homonos was onderdeel van de programmering voor minderheden, waaronder homo's. 
De radiomakers van De Roze Golf ontdekten al snel dat een radioprogramma alleen beluisterd werd als het voor het grote publiek hapklare brokken zijn. Geen elitair programma als Homonos maar een programma dat voor iedereen geschikt is. Vanaf het begin is dit het 'format' geweest. Korte gesprekken afgewisseld met muziek. De officieuze eerste uitzending van De Roze Golf vond via een piratenzender plaats op 5 december 1982. De officiële stadssinterklaas van Oldenzaal was de eerste gast.

## Radio Oost
De piratenzender waarmee De Roze Golf werd uitgezonden is twee keer uit de lucht gehaald. Omdat een derde keer erg duur zou worden, is besloten te kijken naar alternatieve mogelijkheden. De regionale omroep Radio Oost werd in 1985 gesplitst in Radio Gelderland en het huidige Radio Oost. Omdat er hierdoor zendtijd vrijkwam werd besloten een aanvraag in de dienen voor een homoprogramma met de naam 'De Roze Golf'. Tot dan toe waren de radiomakers gewend om zelf beslissingen te nemen, maar nu moesten ze een klankbordgroep oprichten van alle homo-organisaties in de provincie Overijssel. 
Met het uiteindelijke rapport onder de arm en de aantoonbare jarenlange radio-ervaring kreeg men bij Radio Oost iedere 14 dagen een kwartier zendtijd. Dit was beduidend minder dan wat men gewend was, maar er was een voet tussen de deur.

## Waardering
In het begin werd een koppel homo's gezien als een vreemde eend in de bijt bij Radio Oost, maar doordat De Roze Golf-ploeg liet zien dat zij het vak radiomaken ook beheersten werden zij door de verslaggevers van Radio Oost steeds meer gewaardeerd. Soms kwamen verslaggevers met tips over onderwerpen of het benaderen van gasten en een andere keer vroegen zij om raad omdat het reguliere programma zelf een onderwerp over homoseksualiteit wilde behandelen.  
De oprichters van het eerste uur zijn niet meer actief betrokken bij De Roze Golf, maar het radioprogramma bleef te beluisteren via Radio Oost en via het internet.

## Einde
In november 2022 besloot de programmaleiding van RTV Oost om de doelgroepprogramma's te schrappen en in plaats daarvan op de zondagavond alleen nog continue muziek uit te zenden. Naast programma's met religieuze, harmonie-, fanfare- en brassbandmuziek betrof dit ook de uitzending van De Roze Golf. De programmamakers van De Roze Golf betreurden dit besluit en zagen het als een verschraling van het radio-aanbod. De uitzendingen van De Roze Golf waren vanaf 8 januari 2023 alleen nog als podcast te beluisteren.
In augustus 2024 werden ook de podcasts en de berichtgeving via internet en social media gestaakt, nadat het niet gelukt was om nieuwe vrijwilligers en geldbronnen te vinden. Daarmee kwam na 42 jaar een eind aan het 'potten- en flikkergeluid' van De Roze Golf.